# SNCF X 5700

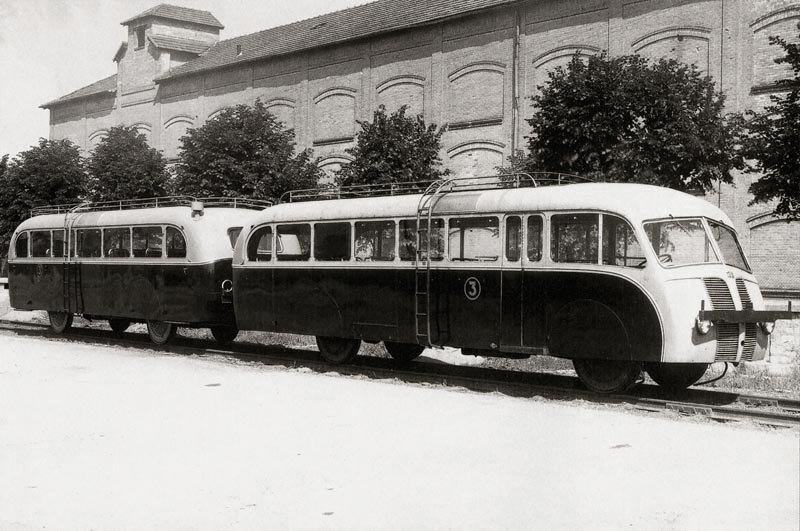
Autorail Floirat X 5700 mit Beiwagen – unter dem Wagenboden des Triebwagens ist die hochgezogene Drehvorrichtung erkennbar

Der X 5700, auch als Autorail Floirat bezeichnet, war ein in zehn Exemplaren gebauter Schienenbus der französischen Staatsbahn Société nationale des chemins de fer français (SNCF).

## Vorgeschichte

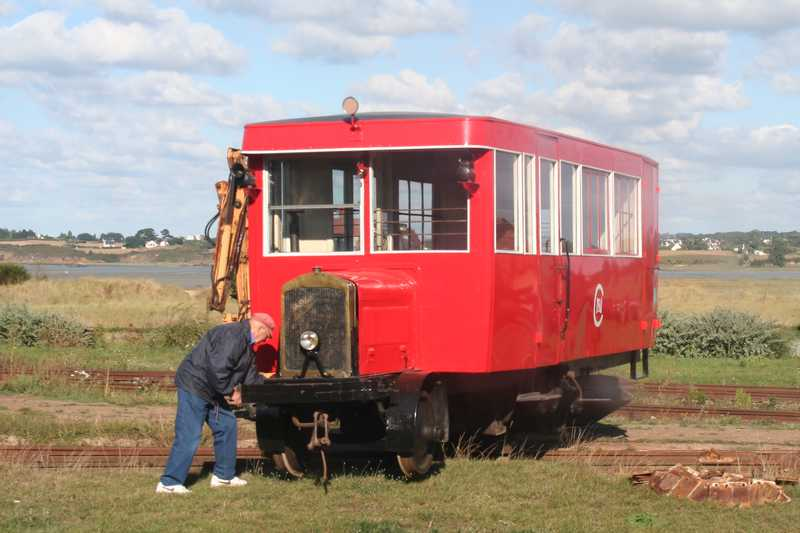
JM4 von De Dion-Bouton der Chemins de fer des Côtes-du-Nord bein Drehen

In den Jahren nach dem Zweiten Weltkrieg suchte die SNCF nach Möglichkeiten, ländliche Nebenstrecken durch den Einsatz von wirtschaftlich einsetzbaren kleinen Schienenbussen wiederzubeleben und zu erhalten. Private Bahngesellschaften hatten bereits in den 1920er Jahren entsprechende Fahrzeuge auf die Gleise gestellt. Vorreiter waren die Tramways des Deux Sèvres gewesen, für deren meterspuriges Netz Georges Tartary ehemalige Krankentransportbusse der United States Army kurz nach dem Ersten Weltkrieg zu Schienenbussen umbaute. De Dion-Bouton schuf in den Jahren 1923 bis 1932 schmalspurige Schienenbusse, deren enge Verwandtschaft mit Straßenbussen augenfällig war. Die insgesamt 66 Triebwagen der JM-Baureihen hatten eine unter dem Wagenboden angebrachte, auf das Gleis absenkbare Drehvorrichtung und konnten zweiachsige Beiwagen ziehen.
Für den Verkehr auf normalspurigen Gleisen entwickelte die Firma Michelin in den 1930er Jahren Leichttriebwagen mit luftgefüllten Reifen. Die als Michelines bezeichneten Fahrzeuge waren jedoch für den Fernverkehr konzipiert, für den Einsatz auf schwach frequentierten Nebenstrecken waren sie nicht geeignet. Die Baureihe X 5600 befand sich noch in der Entwicklungsphase.

## Geschichte und Beschreibung
Aus Sicht der SNCF bot sich der Versuch an, einen Straßenbus zu einem Schienenfahrzeug umzubauen. Er bot ein für Nebenstrecken ausreichendes Fassungsvermögen, verfügte über einen bewährten, leicht zu unterhaltenden Dieselmotor und war aufgrund der Serienfertigung preisgünstig zu erwerben. Voraussetzung waren jedoch eine ausreichende Leistung, um im Bedarfsfall einen Anhänger zu ziehen, ein solider Wagenkasten, der den Sicherheitsanforderungen genügte, und eine Spurweite ähnlich der Eisenbahn-Normalspur. Zudem sollte er beiderseits Türen aufweisen.
Die Wahl fiel auf den Typ Floirat GAI B6 von Sylvain Floirat, einem Karosseriebauer aus Saint-Denis bei Paris. Er hatte auf beiden Wagenseiten Türen, sein Dieselmotor war mit 105 PS ausreichend zugkräftig. Die Spurweite der Hinterräder, auf die es ankam, lag mit 1,47 m nur 2,5 cm über der Normalspurweite. Die Bremse arbeitete mit Druckluft, 40 Fahrgäste konnten mit bis zu 80 km/h befördert werden.
Mit Unterstützung von Technikern der SNCF wurden die notwendigen Anpassungen bei Floriat vorgenommen. Sie wurden so einfach wie möglich gehalten, um ggf. einen Rückbau zum Straßenfahrzeug zu ermöglichen. Insbesondere umfassten sie den Ersatz der Gummireifen durch Metallräder und der Vorderachse durch eine Starrachse. Entsprechend der geringeren Reibung zwischen Rad und Schiene wurden die Bremsen modifiziert, die Stoßstangen wurden auf Pufferhöhe nach oben versetzt. Die Rückleuchten wurden angepasst, ein SNCF-Signalhorn wurde installiert, die Radöffnungen wurden mit Blechen verschlossen und die Dachleitern seitlich angebracht. Um Platz zu gewinnen, wurde die Zahl der Sitzplätze von 40 auf 34 reduziert. Wie die Baureihe JM erhielten sie eine unter dem Wagenboden angebrachte Drehvorrichtung. Die Beiwagen erhielten auf der Rückseite eine Anhängerkupplung. Unterhalb des Fensterbands wurden die Fahrzeuge – mit Ausnahme der Triebwagenfront – rot, ansonsten grau lackiert.
Mit einem Verbrauch von 17 Litern auf 100 km erwies sich der Schienenbus als sehr sparsam. Auch mit vollbeladenem Beiwagen erreichte er in der Ebene mühelos eine Geschwindigkeit von 70 km/h, schwächelte jedoch auf den Rampen. Als großes Problem stellte sich seine zu fragile Bauweise heraus: Im Gegensatz zum Straßenverkehr, wo die Reifen einen Teil der Stöße absorbierten, litten die Fahrzeuge unter der Beanspruchung des Schienenverkehrs, zumal sich die Gleise kurz nach dem Krieg oft in einem schlechten Zustand befanden.

## Verbleib
Bereits in den Jahren 1949/50 wurden die X 5700 zu Straßenbussen rückgebaut und durch Schienenbusse der Baureihe X 5600 ersetzt.